# Бомпорто
Бомпорто (итал. Bomporto) —  коммуна в Италии, располагается в регионе Эмилия-Романья, подчиняется административному центру Модена.
Население составляет 8274 человека (на 2004 г.), плотность населения составляет 194 чел./км². Занимает площадь 39 км². Почтовый индекс — 41030. Телефонный код — 059.
Покровителем коммуны почитается  святитель Мартин Турский. Праздник ежегодно празднуется 11 ноября.

## Города-побратимы
Бомпорто имеет отношения со следующими городами-побратимами:
- Мола-ди-Бари, Италия (с 2013)